# Le May-sur-Èvre
Le May-sur-Èvre – miejscowość i gmina we Francji, w regionie Kraj Loary, w departamencie Maine i Loara.
Według danych na rok 2010 gminę zamieszkiwało 3 970 osób, a gęstość zaludnienia wynosiła 125 osób/km².